# 阮文安
阮文安（發音：[ŋwiən˦ˀ˥ van˧˧ ʔaːn˧˧]；1937年10月1日—），越南第十届国会主席。

## 生平
阮文安生于越南南定省南定市。1959年8月加入越南共产党，先后任南定市委书记、省委书记。1991年任中央组织部副部长。1996年当选为越共中央政治局委员，任中央组织部部长。
2001年4月在越共九大被选为中央政治局委员、中央书记处书记。同年6月在越南第十届国会第九次会议上当选为越南国会主席，2002年7月再次当选。
2006年6月24日，阮文安在越南第十一届国会第九次会议上递交辞呈。6月27日，阮富仲当选为越南国会主席。